# Прокоп Велики
Прокоп Велики (око 1380 – 30. мај 1434) је био један од најзначајнијих хуситских вођа.

## Биографија
Године 1421. приступио је Таборитима, радикалном делу Хусита. Три године касније, након смрти Јана Жишке, постао је вођа Таборита. Као војсковођа, нарочито као стратег, је и надмашио Жишку. Увидео је да дефанзивним дејствима не може спречити крсташке ратове феудалне католичке реакције против Хусита у Чешкој, па је тежио да рат пренесе на територију непријатеља и да га тамо туче. Због тога 1425. године с уједињеним Хуситима продире на територију Моравске и у Аустрију, а наредне године код Устјија над Лабем, односи победу над Саксонцима, једну од највећих победа хуситске војске. Године 1427. Прокоп је командант хуситских снага у походу на Лужицу и Шлезију. Августа исте године је натерао у бекство крсташку армију (80-100.000 људи) која је продрла у Чешку. Почетком 1430. командовао је хуситском армијом од око 50.000 људи која је допрла до Нирнберга. Августа следеће године са око 40.000 Хусита односи велику победу над крсташком војском (око 100.000 људи) код Домажлица. Крајем исте године изводи походе у Угарску и Аустрију. Као представник таборита, Прокоп је успешно бранио интересе чешке реформације на Базелском сабору (1432-3). После повратка у земљу, поново је преузео команду над војском Таборита, али овога пута у борби против чешке аристократије. Погинуо је у бици код Липанија.